# Julia Leigh
Julia Leigh (Sydney, 1970) è una regista, scrittrice e sceneggiatrice australiana.

## Biografia
Nata a Sydney nel 1970, dopo gli studi di arte e legge all'Università di Sydney, ha lavorato al giornale studentesco "Honi Soit" e successivamente all'Australian Society of Authors.
Autrice di due romanzi, ha anche scritto e diretto una pellicola, Sleeping Beauty, presentato in concorso al Festival di Cannes 2011.

## Opere

### Romanzi
- La caccia (The Hunter, 1999), Milano, La tartaruga, 2000 traduzione di Lidia Lax ISBN 88-7738-323-2.
- Disquiet (2008)

### Memoir
- Avalanche: A Love Story (2016)

## Filmografia parziale
- Sleeping Beauty (2011) (regia e sceneggiatura)
- The Hunter, regia di Daniel Nettheim (2011) (soggetto)

## Premi e riconoscimenti
- Betty Trask Award: 2000 vincitrice con La caccia[5]
- Encore Award: 2009 vincitrice con Disquiet[6]